# Felix Baumgartner
Felix Baumgartner, avstrijski padalec, * 20. april 1969, Salzburg, Avstrija, † 17. julij 2025, Porto Sant'Elpidio, Italija.

## Prosti pad z balonom iz stratosfere
Znan je po projektu Red Bull Stratos, v katerem je 14. oktobra 2012 nad letalskim centrom Rosewell v Novi Mehiki po prostem padu iz kapsule na helijevem balonu v stratosferi s padalom uspešno pristal na zemlji.
Načrtovana višina skoka je bila sprva 37.000 m, a se je Felix Baumgartner povzpel do več kot 39.000 m. Dvig s helijevim balonom, prostornine 850.000 kubičnih metrov, je trajal okoli dve uri in 20 minut. Med poletom je imel težave z rosenjem vizirja čelade. Edino radijsko zvezo je imel s prejšnjim rekorderjem, Johnom Kittingerjem, ki je leta 1960 skočil z višine 31.300 m.
Pred skokom je Felix povedal, da včasih moraš iti zelo visoko, da bi spoznal, kako majhen v resnici si. Skočil je iz višine 39.045 m. Prosto je padal 4 minute in 19 sekund. Dosegel naj bi hitrost 1342 km/h in s tem dosegel hitrost zvoka na tisti višini. Podrl je štiri svetovne rekorde, in sicer najvišji polet z balonom, najvišji in najhitrejši prosti pad ter presegel hitrost zvoka. Ni mu uspelo podreti rekorda za najdaljši prosti pad, lastnik tega rekorda je še vedno Kittinger s 4 minutami in 36 sekundami.
Baumgartner je imel med prostim padom tudi precej težav z vrtenjem, a je potem nekako uspel preiti v delta položaj z glavo navzdol. Če mu to ne bi uspelo, bi moral sprožiti manjše padalo, ki bi ga stabiliziralo, a potem ne bi dosegel želene hitrosti.
Padalo je Felix Baumgartner odprl na višini 1500 metrov in nato po petih letih priprav varno pristal. Tlak v kapsuli je bil okoli 0.5 bar, zunanji tlak na višini 39 km pa okoli 0 bar.

## Okoliščine smrti
Baumgartner je med počitinicami na italijanski jadranski obali upravljal motorno jadralno padalo. Med letom dne 17. julija 2025 je zaradi usodnega zdravstvenega zapleta izgubil zavest in nadzor nad letalno napravo, kar je povzročilo strmoglavljenje v kamp v kraju Porto Sant’Elpidio.
Italijanska tiskovna agencija ANSA je poročala, da naj bi bil Baumgartner ob trku že mrtev.